# Местное самоуправление на Украине
Местное самоуправление на Украине (укр. Місцеве самоврядування в Україні) — это право территориальной общины самостоятельно решать вопросы местного значения в пределах Конституции и законов Украины. Местное самоуправление — это форма публичной власти, которая реализуется специфическими субъектами — территориальными коллективами и формируемыми ими органами, имеет особый объект — вопросы местного значения, и осуществляется на основе использования отдельного вида публичной собственности — коммунальной (муниципальной).
Местное самоуправление осуществляется общинами как непосредственно, так и через сельские, поселковые, городские советы и их исполнительные органы, а также через районные и областные советы, которые представляют общие интересы территориальных общин, входящих в соответствующие районы и области.

## Правовая основа местного самоуправления
Правовой основой местного самоуправления на Украине является Конституция Украины, Закон Украины «О местном самоуправлении на Украине»., законы и подзаконные нормативно-правовые акты, которые принимаются на их основе, а также акты органов местного самоуправления, принимаемых в рамках их компетенции.

## Принципы
Местное самоуправление на Украине осуществляется на следующих принципах:
- народовластия;
- законности;
- гласности;
- коллегиальности;
- сочетания местных и государственных интересов;
- выборности;
- правовой, организационной и материально-финансовой самостоятельности в пределах полномочий, определённых законом «О местном самоуправлении на Украине» и другими законами;
- подотчетности и ответственности перед территориальными громадами их органов и должностных лиц;
- государственной поддержки и гарантии местного самоуправления;
- судебной защиты прав местного самоуправления.

## Система местного самоуправления
Система местного самоуправления включает:
- территориальную общину;
- сельский, поселковый, городской совет;
- сельского, поселкового, городского голову;
- старосту;
- исполнительные органы сельского, поселкового, городского совета;
- районные и областные советы, представляющие общие интересы территориальных общин сёл, посёлков, городов;
- органы самоорганизации населения.

Сельские, поселковые, городские советы являются органами местного самоуправления, представляющими соответствующие территориальные общины и осуществляющими от их имени и в их интересах функции и полномочия местного самоуправления, определённые Конституцией Украины, законами.
Исполнительными органами сельских, поселковых, городских, районных в городах (в случае их создания) советов являются их исполнительные комитеты, отделы, управления и другие создаваемые советами исполнительные органы. Исполнительные органы сельских, поселковых, городских, районных в городах советов являются подконтрольными и подотчётными соответствующим советам, а по вопросам осуществления делегированных им полномочий органов исполнительной власти — также подконтрольными соответствующим органам исполнительной власти.
Сельский, поселковый, городской голова является главным должностным лицом территориальной общины соответственно села (либо добровольного объединения в одну территориальную общину жителей нескольких сёл), посёлка, города, избирается соответствующей территориальной общиной на основе общего, равного, прямого избирательного права путем тайного голосования сроком на пять лет в порядке, определенном законом, и осуществляет свои полномочия на постоянной основе. Сельский, поселковый, городской голова возглавляет исполнительный комитет соответствующего сельского, поселкового, городского совета, председательствует на его заседаниях.
Староста является должностным лицом местного самоуправления в селе или посёлке, которые вместе с другими населенными пунктами добровольно объединяются в одну территориальную общину. Староста избирается жителями села или посёлка на срок полномочий местного совета объединенной территориальной общины. Староста по должности входит в состав исполнительного комитета объединённой территориальной общины. Полномочия старосты определяются законом и Положением о старосте.

## Полномочия
Органам местного самоуправления законом могут предоставляться отдельные полномочия органов исполнительной власти, в осуществлении которых они являются подконтрольными соответствующим органам исполнительной власти.
Полномочия исполнительных органов сельских, поселковых, городских советов касаются следующих сфер деятельности:
- социально-экономического и культурного развития, планирования и учета;
- бюджета, финансов и цен;
- управления коммунальной собственностью;
- жилищно-коммунального хозяйства, бытового, торгового обслуживания, общественного питания, транспорта и связи;
- строительства;
- образования, здравоохранения, культуры, физкультуры и спорта;
- регулирования земельных отношений и охраны окружающей природной среды;
- социальной защиты населения;
- внешнеэкономической деятельности;
- оборонной работы;
- решения вопросов административно-территориального устройства;
- обеспечения законности, правопорядка, охраны прав, свобод и законных интересов граждан.

Исключительно на пленарных заседаниях сельского, поселкового, городского совета решаются следующие вопросы:
- образование исполнительного комитета совета, определение его численности, утверждения персонального состава; внесение изменений в состав исполнительного комитета и его роспуск;
- принятие решения о проведении местного референдума;
- принятие решений о наделении органов самоорганизации населения отдельными собственными полномочиями органов местного самоуправления, а также о передаче средств, материально-технических и других ресурсов, необходимых для их осуществления;
- принятие решений об объединении в ассоциации или вступлении в ассоциации, другие формы добровольных объединений органов местного самоуправления и о выходе из них;
- утверждение программ социально-экономического и культурного развития соответствующих административно-территориальных единиц, целевых программ по другим вопросам местного самоуправления;
- утверждение местного бюджета, внесение изменений к нему;
- утверждение отчёта о выполнении соответствующего бюджета;
- установление местных налогов и сборов и размеров их ставок в пределах, определенных законом;
- принятие решений относительно выпуска местных займов;
- принятия решений о предоставлении в соответствии с действующим законодательством льгот по местным налогам и сборам;
- принятие решений относительно отчуждения согласно закону коммунального имущества; утверждение местных программ приватизации, а также перечня объектов коммунальной собственности, которые не подлежат приватизации;
- решение в соответствии с законом вопросов регулирования земельных отношений;
- предоставление в соответствии с законодательством согласия на размещение на территории села, посёлка, города новых объектов, сфера экологического влияния деятельности которых, согласно действующим нормативам, включает соответствующую территорию;
- принятие решений по вопросам административно-территориального устройства в пределах и порядке, определённых законом «О местном самоуправлении на Украине» и другими законами;
- установление, в соответствии с законодательством, правил по вопросам благоустройства территории населенного пункта, обеспечения в нем чистоты и порядка, торговли на рынках, соблюдения тишины в общественных местах, за нарушение которых предусмотрена административная ответственность;
- принятие решений, связанных с созданием специальных свободных и других зон, изменениями в статусе этих зон, внесение в соответствующие органы предложений по этим вопросам; предоставление согласия на создание таких зон по инициативе Президента Украины или Кабинета Министров Украины;
- утверждение устава территориальной общины;
- определение объема и пределов полномочий, которые осуществляют районные в городах (в случае их создания) советы и их исполнительные органы в интересах территориальных общин районов в городах.

Полномочия исполнительных органов сельских, поселковых, городских советов делятся на собственные (самоуправляющиеся) и делегированные. К делегированным полномочиям относятся:
- осуществление контроля за соблюдением земельного и природоохранного законодательства, использованием и охраной земель, природных ресурсов общегосударственного и местного значения, воспроизведением лесов;
- регистрация субъектов права собственности на землю; регистрация права пользования землёй и договоров на аренду земли; выдача документов, удостоверяющих право собственности и право пользования землей;
- принятие необходимых мер по ликвидации последствий чрезвычайных ситуаций согласно закону, информирование о них населения, привлечение в установленном законом порядке к этим работам предприятий, учреждений и организаций, а также населения;
- определение территории для складирования, хранения или размещения производственных, бытовых и других отходов в соответствии с законодательством;
- организация и осуществление землеустройства, согласования проектов землеустройства;
- подготовка и представление на утверждение совета целевых местных программ улучшения состояния безопасности и условий труда и производственной среды, территориальных программ занятости и мероприятий по социальной защищённости разных групп населения от безработицы, организация их выполнения; участие в разработке целевых региональных программ улучшения состояния безопасности и условий труда и производственной среды, занятости населения, утверждаемые соответственно районными, областными советами;
- обеспечение осуществления предусмотренных законодательством мероприятий по улучшению жилищных и материально-бытовых условий инвалидов, ветеранов войны и труда, граждан, реабилитированных как жертвы политических репрессий, военнослужащих, а также военнослужащих, уволенных в запас или отставку, семей, утративших кормильца, многодетных семей, граждан преклонного возраста, которые нуждаются в обслуживании дома, к устройству в дома инвалидов и граждан преклонного возраста, которые нуждаются в этом, детей, оставшихся без попечения родителей, на воспитание в семьи граждан;
- решение, в соответствии с законодательством, вопросов о предоставлении льгот и помощи, связанных с охраной материнства и детства;
- решение, в установленном законодательством порядке, вопросов опеки и попечительства;
- предоставление, в соответствии с законодательством, единовременного пособия гражданам, пострадавшим от стихийного бедствия;
- решение, в соответствии с законодательством, вопросов о предоставлении компенсаций и льгот гражданам, которые пострадали вследствие Чернобыльской катастрофы, в других случаях, предусмотренных законодательством;
- осуществление контроля за охраной труда, обеспечением социальной защиты работников предприятий, учреждений и организаций всех форм собственности, в том числе занятых на работах с вредными и опасными условиями труда, за качеством проведения аттестации рабочих мест относительно их соответствия нормативно-правовым актам об охране труда, за предоставлением работникам в соответствии с законодательством льгот и компенсаций за работу во вредных условиях;
- обеспечение, в пределах предоставленных полномочий, доступности и бесплатности образования и медицинского обслуживания на соответствующей территории, возможности обучения в школах на государственном и родном языке, изучение родного языка в государственных и коммунальных учебных заведениях или через национально-культурные общества;
- обеспечение, в соответствии с законом, развития всех видов образования и медицинского обслуживания, развития и усовершенствования сети образовательных и лечебных заведений всех форм собственности, физической культуры и спорта, определения потребности и формирования заказов на кадры для этих заведений, заключения договоров на подготовку специалистов, — обеспечение в соответствии с законодательством льготных категорий населения лекарственными средствами и изделиями медицинского назначения;
- организация работы по предотвращению безнадзорности несовершеннолетних;
- решение, в соответствии с законодательством, вопросов о полном государственном содержании детей-сирот и детей, оставшихся без попечения родителей, в школах-интернатах, детских домах, в том числе семейного типа, профессионально-технических заведениях образования и содержание за счёт государства лиц, имеющих недостатки в физическом или умственном развитии и не могут учиться в массовых учебных заведениях, в специальных учебных заведениях, о предоставлении гражданам льгот на содержание детей в школах-интернатах, интернатах при школах, а также относительно оплаты питания детей в школах (группах с продленным днем);
- обеспечение охраны памятников истории и культуры, сохранение и использование культурного достояния;
- содействие организации призыва граждан на срочную военную и альтернативную (невоенную) службу, а также их мобилизации, подготовке молодежи к службе в Вооруженных Силах Украины, организации учебных (проверочных) и специальных военных сборов; обеспечение доведения до предприятий, учреждений и организаций независимо от форм собственности, а также населения приказа военного комиссара об объявлении мобилизации;
- организация и участие в осуществлении мероприятий, связанных с мобилизационной подготовкой и гражданской обороной, на соответствующей территории;
- обеспечение требований законодательства относительно рассмотрения обращений граждан, осуществление контроля за состоянием этой работы на предприятиях, в учреждениях и организациях независимо от форм собственности;
- решение, в соответствии с законом, вопросов о проведении собраний, митингов, манифестаций и демонстраций, спортивных, зрелищных и других массовых мероприятий; осуществление контроля за обеспечением при их проведении общественного порядка;
- рассмотрение дел об административных правонарушениях, отнесённых законом к их ведению; образование административных комиссий и комиссий по вопросам борьбы с преступностью, направление их деятельности;
- совершение нотариальных действий по вопросам, отнесенным законом к их ведению, регистрация актов гражданского состояния (за исключением исполнительных органов городских (кроме городов областного значения) советов).

## Материальная и финансовая основа местного самоуправления
Материальной и финансовой основой местного самоуправления является движимое и недвижимое имущество, доходы местных бюджетов, другие средства, земля, природные ресурсы, находящиеся в собственности территориальных общин сёл, посёлков, городов, районов в городах, а также объекты их общей собственности, находящиеся в управлении районных и областных советов.
Территориальные общины сёл, посёлков и городов могут объединять на договорных началах объекты коммунальной собственности, а также средства бюджетов для выполнения совместных проектов или для совместного финансирования (содержания) коммунальных предприятий, организаций и учреждений, создавать для этого соответствующие органы и службы.
Государство принимает участие в формировании доходов бюджетов местного самоуправления, финансово поддерживает местное самоуправление. Расходы органов местного самоуправления, возникшие вследствие решений органов государственной власти, компенсируются государством.
Органам местного самоуправления могут предоставляться законом отдельные полномочия органов исполнительной власти. Государство финансирует осуществление этих полномочий в полном объеме за счет средств Государственного бюджета Украины или путем отнесения к местному бюджету в установленном законом порядке отдельных общегосударственных налогов, передаёт органам местного самоуправления соответствующие объекты государственной собственности.
Деятельность органов местной власти направлена на удовлетворение общественных потребностей граждан и, в первую очередь, связанных с получением жизненно необходимых услуг.
Местные бюджеты являются финансовой базой местного самоуправления и от объёма ресурсов, аккумулируемых в этих бюджетах, зависит насколько результативно местные органы власти будут выполнять возложенные на них полномочия.

## Выборы
Местные выборы на Украине — способ формирования представительных органов местного самоуправления на Украине и органов власти Автономной Республики Крым (Верховного Совета Автономной Республики Крым, областных, районных, городских, районных в городах, сельских, поселковых советов, сельских, поселковых, городских голов) и старост.
Согласно Конституции Украины, очередные выборы в Верховный Совет Автономной Республики Крым проводятся в последнее воскресенье октября пятого года полномочий Верховного Совета Автономной Республики Крым, избранного на очередных выборах (статья 136). Очередные выборы сельских, поселковых, городских, районных, областных советов, сельских, поселковых, городских голов происходят в последнее воскресенье октября пятого года полномочий соответствующего совета или соответствующего головы, избранных на очередных выборах (статья 141).
Местные выборы являются свободными и происходят на основе всеобщего, равного и прямого избирательного права путём тайного голосования.

## Особенности местного самоуправления на уровне области, района, городов Киева и Севастополя. Местные государственные администрации
Областные и районные советы являются органами местного самоуправления, представляющими общие интересы территориальных общин сёл, посёлков, городов, в пределах полномочий, определенных Конституцией Украины, другими законами, а также полномочий, переданных им сельскими, поселковыми, городскими советами.
Исключительно на пленарных заседаниях районного, областного совета решаются следующие вопросы:
- принятие по предложению территориальных общин решения о проведении консультативного опроса по вопросам, которые касаются их общих интересов;
- осуществление в соответствии с законом полномочий по организации проведения всеукраинских референдумов и выборов органов государственной власти и местного самоуправления;
- утверждение программ социально-экономического и культурного развития соответственно района, области, целевых программ по другим вопросам, заслушивание отчетов об их выполнении;
- утверждение районных, областных бюджетов, внесение изменений в них, утверждение отчетов об их исполнении;
- распределение переданных из государственного бюджета средств в виде субвенций, а в районе совета — согласно Закону распределение трансфертов выравнивания между бюджетами городов районного значения, сел, поселков;
- решение вопросов управления объектами совместной собственности, находятся в управлении областных и районных советов;
- принятие решений по вопросам административно-территориального устройства в пределах и порядке, определенном законом;
- избрание председателя совета, заместителя председателя совета, освобождение их от должности;
- утверждение по предложению председателя совета структуры, численности исполнительного аппарата совета, расходов на содержание совета и ее исполнительного аппарата.

Председатель районного, областного, районного в городе (в случае его создания) совета избирается соответствующим советом из числа его депутатов в пределах срока полномочий совета тайным голосованием. Председатель совета выполняет свои обязанности до избрания председателя совета нового созыва, кроме случаев досрочного прекращения полномочий председателя совета в соответствии с Законом. В своей деятельности председатель совета подотчётен совету и может быть освобожден от должности советом, если за его освобождение проголосовало не менее две трети депутатов от общего состава совета путем тайного голосования.
Областной и районный совет не образуют собственных исполнительных органов, а соответствующие полномочия делегируются им областной, районной государственной администрации.
Организационное, правовое, информационное, аналитическое, материально-техническое обеспечение деятельности совета, его органов, депутатов осуществляет аппарат совета, который образуется соответствующим советом. Он способствует осуществлению соответствующим советом взаимодействия и связей с территориальными громадами, местными органами исполнительной власти, органами и должностными лицами местного самоуправления.
Исполнительный аппарат совета по должности возглавляет председатель соответствующего совета.
Исполнительную власть в областях и районах, городах Киеве и Севастополе осуществляют местные государственные администрации. Организация, полномочия и порядок деятельности местных государственных администраций определяется Законом Украины «О местных государственных администрациях» от 9 апреля 1999 г. № 586-XIV. Особенности осуществления исполнительной власти в городах Киеве и Севастополе определяются отдельными законами Украины.
Состав местных государственных администраций формируют председатели местных государственных администраций. Они назначаются на должность и освобождаются с должности Президентом Украины по представлению Кабинета Министров Украины.
Местные государственные администрации на соответствующей территории обеспечивают:
- выполнение Конституции и законов Украины, актов Президента Украины, Кабинета Министров Украины, других органов исполнительной власти;
- законность и правопорядок; соблюдение прав и свобод граждан;
- выполнение государственных и региональных программ социально-экономического и культурного развития, программ охраны окружающей среды, а в местах компактного проживания коренных народов и национальных меньшинств — также программ их национально-культурного развития;
- подготовку и выполнение соответствующих областных и районных бюджетов;
- отчёт о выполнении соответствующих бюджетов и программ;
- взаимодействие с органами местного самоуправления;
- реализацию других предоставленных государством, а также делегированных полномочий соответствующими советами.

Председатели местных государственных администраций при осуществлении своих полномочий ответственны перед Президентом Украины и Кабинетом Министров Украины, подотчётны и подконтрольны органам исполнительной власти высшего уровня. В части полномочий, делегированных им соответствующими районными или областными советами, местные государственные администрации подотчётны и подконтрольны советам.
Решения председателей местных государственных администраций, противоречащие Конституции и законам Украины, другим актам законодательства Украины, могут быть в соответствии с законом отменены Президентом Украины или председателем местной государственной администрации высшего уровня.
Областной или районный совет может выразить недоверие председателю соответствующей местной государственной администрации, на основании чего Президент Украины принимает решение и даёт обоснованный ответ.
Если недоверие председателю районной или областной государственной администрации выразили две трети депутатов от состава соответствующего совета, Президент Украины принимает решение об отставке председателя местной государственной администрации.
Выборы депутатов районных советов проводятся по пропорциональной системе: депутаты избираются по избирательным спискам от организаций политических партий, избирательных блоков организаций политических партий в многомандатном избирательном округе, границы которого совпадают с границами соответствующего района.
Выборы депутатов областных советов, городов Киева и Севастополя проводятся по пропорциональной системе: депутаты избираются по избирательным спискам от организаций политических партий, избирательных блоков организаций политических партий в многомандатном избирательном округе, границы которого совпадают с границами соответствующей области, городов Киева и Севастополя согласно с действующим административно-территориальным устройством.

## Особенности самоуправления Автономной Республики Крым
Представительным органом Автономной Республики Крым является Верховный Совет Автономной Республики Крым. Верховный Совет в пределах своих полномочий принимает решения и постановления, являющиеся обязательными к исполнению в Автономной Республике Крым. Правительством Автономной Республики Крым является Совет министров Автономной Республики Крым. Председатель Совета министров Автономной Республики Крым назначается на должность и освобождается с должности Верховным Советом Автономной Республики Крым по согласованию с Президентом Украины.
Полномочия, порядок формирования и деятельности Верховного Совета Автономной Республики Крым и Совета министров Автономной Республики Крым определяются Конституцией Украины и законами Украины, нормативно-правовыми актами Верховного Совета Автономной Республики Крым по вопросам, отнесенным к её компетенции.
Автономная Республика Крым осуществляет нормативное регулирование по вопросам:
- сельского хозяйства и лесов;
- мелиорации и карьеров;
- общественных работ, ремёсел и промыслов; благотворительности;
- градостроительства и жилищного хозяйства;
- туризма, гостиничного дела, ярмарок;
- музеев, библиотек, театров, других учреждений культуры, историко-культурных заповедников;
- транспорта общего пользования, автодорог, водопроводов;
- охоты, рыболовства;
- санитарной и больничной служб.

К ведению Автономной Республики Крым относится:
- назначение выборов депутатов Верховного Совета Автономной Республики Крым, утверждение состава избирательной комиссии Автономной Республики Крым;
- организация и проведение местных референдумов;
- управления имуществом, принадлежащим Автономной Республике Крым;
- разработка, утверждение и исполнение бюджета Автономной Республики Крым на основе единой налоговой и бюджетной политики Украины;
- разработка, утверждение и реализация программ Автономной Республики Крым по вопросам социально-экономического и культурного развития, рационального природопользования, охраны окружающей среды — в соответствии с общегосударственными программами;
- признание статуса местностей как курортов; установление зон санитарной охраны курортов;
- участие в обеспечении прав и свобод граждан, национального согласия, содействие охране правопорядка и общественной безопасности;
- обеспечение функционирования и развития государственного и национальных языков и культур в Автономной Республике Крым; охрана и использование памятников истории;
- участие в разработке и реализации государственных программ возвращения депортированных народов;
- инициирование введения чрезвычайного положения и установление зон чрезвычайной экологической ситуации в Автономной Республике Крым или в отдельных её местностях.

Законами Украины Автономной Республике Крым могут быть делегированы также другие полномочия. В Автономной Республике Крым действует Представительство Президента Украины, статус которого определяется законом Украины.
Для обеспечения реализации общих социально-экономических и культурных программ территориальных общин доходы бюджета Автономной Республики Крым и областных бюджетов формируются за счёт следующих платежей:
- 25 процентов налога с доходов физических лиц, уплачивается (перечисляется) согласно Закону Украины «О налоге с доходов физических лиц» на соответствующей территории;
- 25 процентов платы за землю, который платится (перечисляется) согласно Закону Украины «О налоге с доходов физических лиц» на территории Автономной Республики Крым и соответствующей области;
- платы за лицензии на осуществление определенных видов хозяйственной деятельности и сертификаты, выдаваемые Советом министров Автономной Республики Крым и областными государственными администрациями.

Для обеспечения реализации общих социально-экономических и культурных программ территориальных общин доходы районных бюджетов, которые учитываются при определении объемов межбюджетных трансфертов, формируются за счёт:
- 50 процентов налога с доходов физических лиц, уплачивается (перечисляется) согласно Закону Украины «О налоге с доходов физических лиц» на территории сёл, посёлков, городов районного значения и их объединений;
- 15 процентов платы за землю, которая уплачивается на территории сёл, посёлков, городов районного значения и их объединений;
- платы за лицензии на осуществление определенных видов хозяйственной деятельности и сертификаты, которые выдаются районными государственными администрациями;
- платы за государственную регистрацию субъектов предпринимательской деятельности, уплачивается (перечисляется) согласно Закону Украины «О налоге с доходов физических лиц» районными государственными администрациями;
- поступления административных штрафов, налагаемых районными государственными администрациями или образованными ими в установленном порядке административными комиссиями.

Кроме того, доходная база областных, районных и бюджета Автономной Республики Крым формируется за счет трансфертов из государственного бюджета и других органов власти.

## История местного самоуправления на Украине

### Зарождения самоуправления в период Киевской Руси
Корни местного самоуправления исходит из территориальной соседской общины древних славян. Такая община устраивала свои дела самостоятельно, на собственное усмотрение и в пределах имеющихся материальных ресурсов. Со времен Киевской Руси развивается общественное самоуправление. В его основу положен производственную и территориальную признаки, то есть общины которые самоуправлялись, формировались на производственной (общины купцов, ремесленников) или территориальной основе (сельская, городская и региональная общины). Территориальное общественное самоуправление развивается на основе обычного права, а его элементы проявляются на вечах. Субъектом городского самоуправления выступала городская община, а субъектом сельского — сельская община (вервь), которая объединяла жителей сел, имела землю в своей собственности, представляла своих членов в отношениях с другими общинами, феодалами и государственной властью.
Во временаВеликого Княжества Литовско-Русского, а затем — Речи Посполитой, местное самоуправление на территории Украины получило развитие в форме войтовства.

### Магдебургское право, его содержание и значение
В Средневековье города на Украине по своему политико-правовому статусу делились на государственные, частные и церковные. В первых существовала государственная администрация во главе со старостой (она ведала замером, центральной частью города и приписанными крестьянами из окрестных сёл, занималась вопросами обороны, собирала налоги). Городскую общину представлял староста. Компетенции войта и старосты разграничивались. В частных городах войт защищал интересы общины перед феодалом, иногда, даже, в суде. До конца XIII века. собирались городские веча, существовавшие ещё в Киевской Руси.
С XIII века в украинских городах начинает вводиться магдебургское (немецкое) право. Хотя первый документ о предоставлении немецкого права датируется 1339 годом (в нём говорится о предоставлении Болеславом Тройденовичем немецкого права городу Саноку), но можно предположить, что фактически немецкое право было принято в городах Галицко-Волынского княжества ещё с конца XIII века. В конце XIV века начинают предоставлять украинским городам самоуправление по немецкому праву литовские князья. В 1374 году такое право получил Каменец на Подолье, в 1390 году — Брест, а затем — целый ряд других городов. В конце XV века магдебургское право получил Киев.
Суть магдебургского права заключалась в освобождении городского населения от юрисдикции правительственной администрации и предоставлении городу самоуправления на корпоративной основе. Мещане составляли общину с собственным судом и управой. На главе управы становились выборные бургомистры и райцы, во главе суда — войт и лавники. Их юрисдикции подлежали не только мещане, но и цеховые ремесленники и приписанные к городу крестьяне. Предоставления городу Магдебургского права означало ликвидацию власти над гражданами со стороны феодалов и администраторов великих князей. Городское самоуправление предусматривало право граждан избирать себе полномочную совет сроком на один год. Коллегия избирала бурмистра. Совет во главе с бурмистром осуществляла руководство городом всеми хозяйственными делами общины. Магдебургское право предусматривало также избрания лавы — органа судебной власти во главе с войтом. Лавники избирались пожизненно. Войт, как правило, назначался королем и был высшим должностным лицом города. На Украине только община Киева выбирала войта самостоятельно. Вместе с Магдебургским правом города получали и имущественные полномочия. Они владели недвижимым имуществом, землёй, вводили налоги и прочее.
Украинское население городов стремилось к участию в местном самоуправлении. После битвы казаков с польским войском под Зборовом между Хмельницким и поляками был заключен мирный договор (Зборовский трактат, утвержденный сеймом в конце 1649 года), который предусматривал право православных мещан входить в состав муниципальных правительств.
Во времена Гетманщины «из-под юрисдикции полковников были изъяты города, имевшие самоуправление на основе магдебургского права, подтверждённое царскими грамотами». Эти города получили в собственность крупные земельные владения: поля, сенокосы и леса. На содержание органов городского самоуправления шла пошлина с привозного товара, с ремесленников, с постоялых дворов и бань, мельниц, пивоваренных заводов, кирпичных заводов, «мостовое», «весовое» и тому подобного.

### Местное самоуправление в XVIII—XIX вв. ст. Земства как политико-правовой институт
В 1764—1783 годах была ликвидирована Гетманщина и автономное устройство Украины, а с ним и Магдебургское право в её городах. В 1785 году, согласно изданной императрицей Екатериной II «Жалованной грамоты городам», в Левобережной и Слободской Украине создаются новые органы сословного местного самоуправления — городские думы. Это знаменовало унификацию форм организации общественной жизни в России и на Украине.
В 1796 году император Павел I попытался восстановить существующую ранее структуру управления на Украине, но возродить Магдебургское право уже не удалось. В 1831 году был издан царский указ об официальной отмене Магдебургского права. Указом царя Николая I от 23 декабря 1834 года Магдебургское право было отменено и в Киеве. После этого на Украине продолжалось формирование общеимперских органов местного самоуправления. В 1838 году Николай I ввёл местное сословное самоуправление для государственных крестьян и свободных тружеников.
Значительное влияние на общественную жизнь Украины имела проведённая Александром II в 1864 году земская реформа. В Европейской части Российской империи, включая Левобережную и Слободскую Украину, учреждались земские учреждения как органы местного (регионального) самоуправления. Введение в действие в 1864 году «Положения о земских учреждениях» осуществляли временные волостные комиссии, состоявшие из представителя дворянства, городского головы, чиновников от палаты государственных имуществ и от конторы удельных крестьян.
Положение 1864 года. делило избирателей на три курии:
- землевладельцы всех сословий;
- владельцы недвижимого имущества в городе;
- сельские общества.

Выборы производились раздельно: от первых двух курий — на съездах их представителей. На съезде представителей первой курии могли присутствовать крупные и средние помещики; второй — домовладельцы, фабриканты, купцы и тому подобное. В выборах не могли принимать участие:
- лица моложе 25 лет;
- судимые и не оправданные судом;
- уволены с должности;
- находящиеся под следствием;
- исключённые из духовного сословия.

Выборы гласных от крестьян были многоуровневыми. Гласные избирались на три года. После избрания гласных избирались уездные земские собрания. На первом заседании уездные гласные избирали из своей среды губернских гласных: от 6-ти волостей — один губернский гласный. Губернские собрания проводились один раз в год, но могли созываться и внеочередные собрания. Для текущей работы и уездные, и губернские собрания избирали Управы в составе 3-х человек: председателя и двух членов. В основе Положения 1864 года был заложен принцип имущественного ценза, с крестьянами считались мало. Доминирующее влияние на местные дела принадлежал дворянству. В ведении земских учреждений находилось:
- содержание дорог, мостов, переправ;
- наем зданий для становых приставов, судебных следователей;
- содержание канцелярий посреднических комиссий;
- содержание местных учреждений с крестьянских дел;
- содержание статистических комитетов;
- развитие торговли и промыслов.

Земство располагало скудными материальными возможностями. Главным источником доходов являлось право облагать налогом плательщиков новыми налогами. Земство могло ассигновать определенные суммы на дела народного образования, но распоряжаться этими суммами не имело права. Земства не пользовались полной свободой и самостоятельностью. Любое постановление могло быть опротестовано губернатором.
16 июня 1870 года было принято Городское Положение Александра II. Согласно ему избирательное право (активное и пассивное) предоставлялось каждому жителю города, бывшему российским подданным, не моложе 25 лет и владевшему в пределах города любым недвижимым имуществом.
Новое Земское Положение фактически не имело связи с идеей самоуправления. Оно лишало избирательного права духовенство, крестьянство, общества, крестьян, владеющих в волости частной землей, владельцев торговых, промышленных учреждений, а также евреев. По сути был уничтожен принцип выборности управ. В 1892 году Городское Положение значительно урезало избирательное право для горожан, что привело к уменьшению числа избирателей в 6-8 раз. Уменьшено была и количество гласных (примерно в два раза). Произошли также изменения во внутреннем устройстве органов местного управления: управа стала более независимой от думы, права городского головы были расширены за счет прав гласных, дума лишена права отдавать под суд членов управы. Реформа 1890—1892 годов отвергла становления местной власти далеко назад. Реально существующее земство не продержалось и 25 лет.
Похожие процессы во второй половине XIX и в начале XX века происходили в Галиции, которая находилась в составе Австрийской империи, а затем — в составе Австро-Венгрии. Местное самоуправление в Галиции было основано на принципах австрийского закона об общинах от 5 марта 1861 года, который устанавливал основы местного самоуправления в империи. Галичина была коронной землёй в составе Австрийской империи и Галицкий сейм 12 августа 1866 года принял закон об общине для Галичины вместе с избирательной ординацией.

### Местное самоуправления в конституционно-правовых актах начала XX ст
После февральской революции в России и образования Центральной Рады Михаил Грушевский в изданной в 1917 году брошюре «Свободная Украина» предложил на первом этапе построения независимого Украинского государства организовать местную власть на основе украинских комитетов в волостях и городах. Комитеты должны создаваться по принципам формирования самой Центральной Рады и не терять своего значения по мере развития и «организации на новых основаниях органов городского и земского самоуправления».
I Универсал Центральной Рады от 23 июня 1917 года признавал и сохранял существующую систему местного самоуправления и лишь дополнительно ставил вопрос о ее украинизацию. Вслед за этим в Декларации Генерального секретариата от 10 июля 1917 года отмечалось:

…сельские, местечковые и волостные административные органы, земские управы, уездные комиссары, городские думы, губернские комиссары, словом, вся организация власти может находиться в органичной связи с Центральной Радой только тогда, кода демократия, создающая эти органы, будет в такой же тесной связи с Центральной Радой
Оригинальный текст (укр.)…сільські, містечкові та волосні адміністративні органи, земські управи, повітові комісари, городські думи, губернські комісари, словом, вся організація влади може стати в органічний зв'язок з Центральною Радою тільки тоді, коли демократія, яка утворює ці органи, стоїть також у тіснім зв'язку з Центральною Радою

А в очередной Декларации Генерального секретариата от 12 октября 1917 года отмечается, что

… Одной из главных задач своих Генеральный секретариат ставит содействие развитию деятельности местных самоуправлений и расширению их компетенции. Это должно стать главным условием установления порядка на Украине
Оригинальный текст (укр.)…Одним з головних завдань своїх Генеральний секретаріат ставить сприяння розвиткові діяльності місцевих самоуправ та поширенню їхньої компетенції. Це має стати головною умовою встановлення ладу на Україні

В III Универсале Центральной Рады, изданном в ноябре 1917 года, говорится:

Генеральному Секретариату внутренних дел предписывается: принять все меры для закрепления и расширения прав органов местного самоуправления, являющихся органами наивысшей административной власти на местах, и для установления наитеснейшей связи с сотрудничества их с органами революционной демократии, что должно быть наилучшей основой свободной демократической жизни
Оригинальный текст (укр.)Генеральному Секретарству внутрішніх справ приписуємо: Вжити всіх заходів до закріплення й поширення прав місцевого самоврядування, що являються органами найвищої адміністративної влади на місцях, і до встановлення найтіснішого зв'язку й співробітництва його з органами революційної демократії, що має бути найкращою основою вільного демократичного життя

Итак, Центральная Рада всячески подчёркивала свою приверженность институтам местного самоуправления. В то же время не во всех указанных, а также во многих других документах фактически речь идёт о подчинении органов местного самоуправления центральному правительству. Определённую чёткость и возможные перспективы, которые могло иметь местное самоуправление в Украинской Народной Республике, вносит её Конституция, принятая 29 апреля 1918 года. Согласно этому документу, систему местного самоуправления должны были составлять земли, волости и общины, а их отношения с государством должны были иметь следующий вид:

Не разрушая единства своей власти, УНР предоставляет своим землям, волостям и общинам права широкого самоуправления, придерживаясь принципа децентрализации
Оригинальный текст (укр.)Не порушуючи єдиної своєї власті, УНР надає своїм землям, волостям і громадам права широкого самоврядування, додержуючи принципу децентралізації

Однако в условиях гражданской войны эти намерения не были реализованы. Гетман Павел Скоропадский, пришедший к власти 29 апреля 1918 года, распустил органы местного самоуправления, созданные Центральной Радой. В Киеве было сформировано Управление Столичного Атамана, а в Одессе — Управление Городского Атамана. Государственный секретарь И. Кистяковский в своем выступлении на съезде губернских старост заявил, что по опыту революции «местное самоуправление, построенное на антигосударственном избирательном законе, снизило местное хозяйство и вернуло здоровую хозяйственную жизнь земств и городов в борьбу политических программ». Уже под конец существования гетманского государства по инициативе Министерства внутренних дел был пополнен институт «земских начальников» и образованы уездные и губернские советы по сельским делам. Директория, после декларации о восстановлении демократического строя на Украине, в условиях гражданской войны не смогла реализовать эти свои намерения. Но идея широкого самоуправления возрождается в УНР в конце 1920 года, когда появляются официальные проекты новой Конституции УНР, где предлагалась система общин, волостей, уездов и «высших над ними единиц самоуправления», вводилось разграничение (начиная с уровня уездов) компетенции «правительственных чиновников» и «чиновников самоуправления».

### Советская система и принципы организации местной власти
Теоретики Советской Украины с самого начала развивали мысль о том, что Советы должны объединять в себе функции и местных органов государственной власти, и функции самоуправления. В период Гражданской войны Советы работали исключительно как органы диктатуры пролетариата. Надежды, что после войны Советы станут органами местного самоуправления, не оправдались. Ещё в 1925 году в 40 % городов и посёлков городского типа Советы вообще не были созданы — существовали лишь секции при горисполкомах. Следовательно, за отсутствием самостоятельности и, прежде всего, материально-финансовой базы, Советы и их исполкомы оставались звеньями централизованного аппарата управления и не могли выполнять функции местного самоуправления.

Фактическое возрождение местного самоуправления на Украине, в широком понимании этого слова, началось после избрания депутатов Верховного Совета Украинской ССР и местных Советов народных депутатов в марте 1990 года Конечно, после этих выборов местные советы по всей Украине остались по своему составу коммунистическими (большинство депутатского корпуса были членами КПУ), однако в многих городах и в некоторых регионах местные советы или уже не были коммунистическими, или имели в своем составе многочисленные демократические депутатские группы. Новоизбранные местные советы хотели избавиться, как партийного, так и государственного патронажа над своей деятельностью в сфере обеспечения потребностей местного населения.

К 1990 году главную роль в организации и деятельности органов власти на Украине играла Коммунистическая партия. На каждом уровне административно-территориального устройства существовала соответствующая партийная структура: обком, райком, горком, а все руководители советов или исполкомов обязательно принадлежали к правящей партии.

### Местное самоуправление на Украине в современный период
Фактическое возрождение местного самоуправления на Украине, в широком понимании этого слова, началось после избрания депутатов Верховной Рады Украинской ССР и местных Советов народных депутатов в марте 1990 года. Конечно, после этих выборов местные советы по всей Украине остались по своему составу коммунистическими (большинство депутатского корпуса были членами КПУ), однако в многих городах и в некоторых регионах местные советы или уже не были коммунистическими, или имели в своем составе многочисленные демократические депутатские группы. Новоизбранные местные советы хотели избавиться, как партийного, так и государственного патронажа над своей деятельностью в сфере обеспечения потребностей местного населения.
К 1990 году главную роль в организации и деятельности органов власти на Украине играла Коммунистическая партия. На каждом уровне административно-территориального устройства существовала соответствующая партийная структура: обком, райком, горком, а все руководители советов или исполкомов обязательно принадлежали к управляющей партии.
С декабря 1990 по 1992 год на Украине действовала первая редакция Закона «О местных советах народных депутатов Украинской ССР и местном самоуправлении». Декларация о государственном суверенитете Украины, принятая 16 июля 1990 года, провозгласила, что власть на Украине должна строиться по принципу её разделения на законодательную, исполнительную и судебную. Однако реальное разделение власти началось после введения поста Президента Украины; до этого главой республики и, соответственно, исполнительной власти был Председатель Верховного Совета (органа законодательной власти). После президентских выборов 1 декабря 1991 года началось внесение изменений и дополнений в Конституцию и соответствующая коррекция украинского законодательства. В феврале-марте 1992 года были приняты два новых закона «О представителе Президента Украины» и «О местных Советах народных депутатов, местном и региональном самоуправлении». Новая редакция Закона о местном самоуправлении была принята 26 марта 1992 года. В ней была учтена передача части полномочий от областных и районных советов к представителям Президента. Главным здесь было то, что на районном и областном уровне Советы народных депутатов лишались собственных исполнительных органов и имели характер исключительно представительных органов. Только на уровне населённых пунктов функционировало реальное самоуправление. Поскольку ещё первая редакция закона «О местных советах народных депутатов и местном самоуправлении» ликвидировала так называемую «советскую матрёшку», то есть подчинение советов друг другу по вертикали, то введение института представителей Президента должно было окончательно ликвидировать советскую модель власти и создать систему власти, в которой сочетается принцип обеспечения в регионах государственного управления через местные государственные администрации с широкой самодеятельностью граждан в населенных пунктах через органы самоуправления с достаточно широкими полномочиями. Но основным недостатком такой структуры власти стало то, что представители Президента в областях и районах фактически не имели выхода на Кабинет Министров, влияние Правительства на их назначение и управление деятельностью был слишком слаб, а администрация Президента не могла обеспечить тесного взаимодействия между местными государственными администрациями и правительством.

Структура власти на Украине изменилась после вступления в силу новой, ныне действующей Конституции Украины, принятой Верховной Радой 28 июня 1996 года. После выборов в марте 1998 года в Верховной Раде была осуществлена перестройка, связанная с парламентским политическим кризисом. В результате, после длительных переговоров и согласований позиций, в начале 2000 года было сформировано депутатское большинство, что, в свою очередь, привело к реорганизации комитетов и замене значительной части их руководителей. Анализируя текст новой Конституции в части соответствия её правовых норм потребностям местного самоуправления, на настоящее и на перспективу можно сделать вывод, что разработчики проекта не очень озабочены проблемами самоуправления, а лоббировать интересы субъектов самоуправления в Верховной Раде было некому.

Конституция практически полностью заблокировала возможность реформирования административно-территориального устройства, а некоторые нормы, например, о бюджетной системе (ст. 95) и об областных и районных советах (ч. 4 ст. 140) настолько двусмысленны, что вряд ли кто-либо может уверенно сказать, могут ли органы самоуправления иметь собственные бюджеты и что, согласно Конституции, должны формировать районные и областные советы.

Как уже отмечалось, раздел о местном самоуправлении в каждом из проектов Конституции был едва ли не самым слабым, в том числе и в проекте согласительной комиссии. Поэтому по совершенствованию этого раздела было подано много предложений со стороны учёных, ассоциаций органов самоуправления. Особенно активными здесь были Ассоциация городов Украины и Ассоциация народных депутатов Украины предыдущих созывов Верховной Рады. Однако практически ни одно из этих предложений не была воспринята согласительной Комиссией и не нашла отражения в Конституции.
21 мая 1997 года был принят новый Закон «О местном самоуправлении на Украине». Этот закон, в соответствии с Конституцией Украины, определяет систему и гарантии местного самоуправления на Украине, принципы организации и деятельности, правового статуса и ответственности органов и должностных лиц местного самоуправления.

## Основы местного самоуправления на Украине
На Украине с обретением независимости действуют следующие правовые основы местного самоуправления:
- документы международного значения:
  - Европейская хартия местного самоуправления (Совет Европы, 15 октября 1985 года);
  - Всемирная декларация местного самоуправления (1985 год);
  - Европейская декларация прав городов (Постоянная конференция местных и региональных органов власти Европы Совета Европы, 18 марта 1992 года);
  - Хартия конгресса местных и региональных властей Европы (принята Комитетом министров 14 января 1994 года на 506 собрании заместителей министров);
  - Европейская хартия городов (Страсбург, 17-19 марта 1992 года);
- национальное законодательство о местном самоуправлении:
  - Конституция Украины (принята на пятой сессии Верховной Рады Украины 28 июня 1996 года, раздел 10: Местное самоуправление);
  - Конституция Автономной Республики Крым (принята на второй сессии Верховного Совета Автономной Республики Крым 21 октября 1998 года., раздел 4. Местное самоуправление в Автономной Республике Крым);
  - Закон Украины «О местном самоуправлении на Украине» (с изменениями);
  - Закон Украины «О выборах депутатов местных советов, а также сельских, поселковых, городских голов» (принят 14 января 1998 года);
  - Закон Украины «О статусе депутатов местных советов народных депутатов» (принят 4 февраля 1994 года);
  - Закон Украины «О передаче объектов права государственной и коммунальной собственности» (принят 3 марта 1998 года);
  - Хартия украинских городов (принята Общим собранием Ассоциации городов Украины 26 июня 1997 года, г. Киев);
  - Закон Украины «О Всеукраинском и местных референдумах» (принят 3 июля 1991 года);
  - Закон Украины «О столице Украины — городе-герое Киеве» (принят 15 января 1999 года);
  - Закон Украины «О выборах депутатов Верховного Совета Автономной Республики Крым, местных советов, а также сельских, поселковых, городских голов» (с изменениями).

## Реформа местной власти на Украине с 2014 года
Реформа местной власти на Украине с 2014 года — это реформа местного самоуправления и местной государственной власти, целью которой является улучшение гражданам их жизненной среды, также предоставления качественных и доступных публичных услуг, согласования интересов государства и территориальных общин.
Реформа предусматривает передачу полномочий и финансовых ресурсов от органов государственной власти, органам местного самоуправления, а также образование исполнительных органов местного самоуправления — общины.
Ответственный за реформу — Геннадий Зубко
Эта реформа предусмотрена Стратегией устойчивого развития «Украина—2020»

### Предпосылки
На Украине Конституцией заложены принципы местного самоуправления, приняты нормативно-правовые акты создают правовые и финансовые основы его деятельности, но фактически его развитие остановлено. Территориальные общины очень измельчены и слабо финансируемы, поэтому они не способны к выполнению всех полномочий местного самоуправления.
Система местного самоуправления на Украине не отвечает потребностям общества. Оно не направлено на осуществление своей главной задачи — создания и поддержания жизненной среды, необходимой для развития человека, предоставления жителям качественных и доступных публичных услуг.

### Цели реформы
- Передача полномочий от государственной власти к органам местного самоуправления;
- Приближение к местам проживания жителей услуг административного, социального и коммунального типов;
- Перераспределение доходов и прав из государственного в местные бюджеты, определять местные налоги и сборы, получения доступа к международным кредитам;
- Предоставление ресурсов общинам для качественного обеспечения системы услуг[6].

### Задачи, предусмотренныеКонцепцией реформирования местного самоуправления и территориальной организации власти на Украине
1. Обеспечение доступности и качества публичных услуг.
Сутью этой задачи является обеспечение территориальной доступности, открытости информации о публичных услугах, порядке и условиях их предоставления, а также обеспечение профессиональности предоставляемых услуг;
Также должна быть надлежащая материально-техническая база, то есть органы местного самоуправления должны иметь в своем распоряжении помещения и инфраструктуру.
2. Достижение оптимального распределения полномочий между органами местного самоуправления и органами исполнительной власти.
Органам местного самоуправления базового уровня предоставляются полномочия в соответствии с их кадрового, финансового, инфраструктурного потенциала и ресурсов на новой территориальной основе.
Полномочиями органов местного самоуправления базового уровня:
  - Обеспечения местного экономического развития (улучшение условий предпринимательства)
  - Обеспечение развития местной инфраструктуры (дорог, сетей водо-, тепло-, газо-, электроснабжения и др.)
  - Обеспечение решения вопросов застройки территории (предоставление разрешений на строительство, отвод земельных участков)
  - Обеспечение благоустройства территории
  - Обеспечение удержаний улиц и дорог
  - Предоставление общественной безопасности

Структурные подразделения территориальных органов центральных органов исполнительной власти на базовом уровне оказывать услуги:
  - Санитарно-эпидемиологическая защита
  - Казначейское обслуживание
  - Социальная защита населения
  - Регистрация актов гражданского состояния

Полномочия органов местного самоуправления районного уровня:
  - Оказание медицинских услуг вторичного уровня
  - Воспитание и обучение детей в школах-интернатах общего профиля

Полномочия органов местного самоуправления областного уровня:
  - Охрана окружающей природной среды
  - Развитие культуры, спорта и туризма
  - Оказание высокоспециализированной медицинской помощи
3. Создание надлежащих материальных, финансовых и организационных условий для обеспечения выполнения органами местного самоуправления полномочий.
Предоставления трансфертов из государственного бюджета непосредственно каждому местному бюджету.
Закрепление за местными бюджетами части средств, поступающих от уплаты налога на прибыль вновь созданных юридических лиц, в течение пяти лет отдать инвестирования в юридическое лицо.
Предоставление органам местного самоуправления права регулировать ставки местных налогов и сборов.
Повышение прозрачности и эффективности использования бюджетных средств.
Привлечение населения к принятию управленческих решений по вопросам местного значения и содействия развитию форм прямого народовластия.
Предоставление общему собранию граждан права инициировать внеочередные отчёты должностных лиц местного самоуправления перед территориальной громадой.
Обеспечение права территориальных общин на проведение местных референдумов[7].

### Изменения законодательства в связи с реформой

#### Изменения в Конституции
Реформой предусматриваются изменения в Конституции Украины, а именно:
- Создание трёхуровневой системы административно-территориального устройства.

В статье 133 чётко определены: регионы, районы, общины (село, посёлок, город).
- Образование исполнительных органов районными и областными советами

В статье 140 предусмотрено образование исполнительных органов районными и областными советами.
- Порядок формирования исполнительных органов

В статье 141 предлагается избирать областными и районными советами председателей соответствующих советов, которые возглавляют и формируют их исполнительные комитеты.
- Материальная и финансовая основа

В статье 142 закрепляется право местного самоуправления на часть общенациональных налогов, объём финансов должна соответствовать их полномочиям, компенсация государством органам местного самоуправления расходов, возникших в результате решений органов государственной власти.
- Разграничение полномочий

В статье 143 определено разграничение полномочий органов местного самоуправления.
- Председатели местных государственных представительств

В статье 118 вместо местных госадминистраций вводится понятие председателей государственных представительств.
- Полномочия председателей районных и областных государственных представительств

В статье 119 определены полномочия глав государственных представительств.

#### Подготовка законодательных актов в развитие реформы
- Закон Украины «О местном самоуправлении»
- Закон Украины «О сотрудничестве территориальных общин»
- Закон Украины «О добровольном объединении территориальных общин»
- Закон Украины «О местных государственных представительствах»
- Изменения в Бюджетный кодекс Украины
- Изменения в Налоговый кодекс Украины

### Реформа системы межбюджетных отношений
Подготовленная министерством финансов заключается в построении модели финансового обеспечения местных бюджетов, а также новых подходов во взаимоотношениях государственного бюджета и местных бюджетов. Данная реформа призвана решить ряд актуальных вопросов, которые накапливались в течение последних лет.
Основными направлениями данной реформы являются:
1. Предоставление бюджетной самостоятельности местным бюджетам, а также их финансовой независимости. Местные бюджеты имеют право утверждаться независимо от утверждения государственного бюджета.
2. Введение новой трансферной политики. Главными распорядителями средств данных трансферов установлены соответствующие отраслевые министерства (Министерство образования и науки, Министерство здравоохранения). Такие изменения дают возможность нести солидарную ответственность местных органов власти и центральных органов исполнительной власти за осуществление и реализацию политики в данных отраслях.
3. Децентрализация расходных полномочий.
4. Переход от 3-ступенчатой к 2-ступенчатой бюджетной модели. Общины будут наделены полномочиями городов областного значения, в частности не будут иметь прямые межбюджетные отношения с государственным бюджетом.

### Ход реформы[16]
В 2014 году создана Концепция реформирования местного самоуправления и территориальной организации власти на Украине .
В 2014—2015 года были приняты Законы Украины:
- О сотрудничестве территориальных общин (17 июня 2014)
- О добровольном объединении территориальных общин (5 февраля 2015)
- Об основах государственной региональной политики (5 февраля 2015)
- О децентрализации полномочий в сфере архитектурно-строительного контроля (9 апреля 2015)

С 2014—2015 года были одобрены изменения Бюджетного и Налогового кодексов.
Создана территориальная основа реформы, а именно:
- Утверждена методика формирования состоятельных общин
- Образовано офисы реформ в 24 областях
- Разработаны перспективные планы в 24 областях, 22 из них утверждено облсоветами и 19 из них — Кабинетом Министров Украины
- Созданы финансово-экономические основы развития территорий
- Проведена децентрализация финансовых ресурсов, реформировано межбюджетные отношения и налоговое законодательство.

Созданы 793 добровольно объединённые общины. В 159 объединённых территориальных общинах проведены первичные выборы и избраны депутаты.

Проведена финансовая и бюджетная децентрализация — общинам предоставлены дополнительные финансовые ресурсы, а именно: доходы местных бюджетов выросли на 42,5 млрд грн. (с 56,2 млдр. грн. до 80 млдр. грн).
Создан прозрачный механизм отбора и финансирования проектов регионального развития, а именно:
- Бюджетный кодекс — распределение средств в соответствии с численности населения
- Созданы региональные комиссии для отбора проектов на конкурсной основе
- Начаты онлайн-трансляции заседаний региональной комиссии
- Создана межведомственная комиссия, которая проверяет соответствие проектов требованиям законодательства.
- Создана онлайн-платформа — открытый ресурс, где размещена вся информация о региональных проектах

### Планы
Одобрить изменения в Конституцию Украины в части децентрализации, реформирования местного самоуправления и территориальной организации власти. Также после одобрения изменений к Конституции утвердить Законы Украины «О местном самоуправлении на Украине», «О префектах», «Об административно-территориальном устройстве»
Введение территориально-ориентированного подхода в региональном развитии:
- реорганизация органов местного самоуправления и местных органов исполнительной власти на новой территориальной основе
- проведение местных выборов с учётом реформированной системы органов местного самоуправления

Сформировать самодостаточные территориальные общины:
- Способствовать образованию добровольно объединенных общин и их органов
- Обеспечить государственную поддержку объединенных территориальных общин (методическую, ресурсную)

## Объединение органов местного самоуправления на Украине
Процесс создания неправительственных организаций местного самоуправления на Украине начался ещё в начале 90-х годов XX века. Самое активное из них — Ассоциации городов Украины (АГУ) - была образована в 1992 году. Приняла непосредственное участие в разработке украинского законодательства по проблемам местного самоуправления в 1996—1997 годах. При участии экспертов АГУ была разработана Хартия украинских городов (1997 год), по её инициативе создан Координационный Совет по вопросам местного самоуправления при Президенте Украины и Межведомственную комиссию по вопросам местного самоуправления при Кабинете Министров Украины (1998 год). С 1999 года началось создание региональных отделений АГУ. В 2002 году АГУ стала членом Совета Европейских муниципалитетов и регионов (СЕМР).

## Специализированные издания
С 2009 года издаётся специализированное издание для руководителей и специалистов органов местного самоуправления — газета «Местное самоуправление»